# دانيلا كوزلوفسكي
دانيلا كوزلوفسكي (بالروسية: Данила Козловский)‏ هو عارض وممثل روسي، ولد في 3 مايو 1985 في روسيا. بدأ مشواره المهني سنة 1999، ومن الجوائز التي نالها جائزة القناع الذهبي ‏ سنة 2017 وجائزة نيكا وجائزة العقاب الذهبي.

## أعمال

### أفلام
- (2014) أكاديمية مصاصي الدماء[4][5]
- (2015) هاردكور هنري[6]
- (2016) فيلم فايكنج

## جوائز
- جائزة القناع الذهبي [الإنجليزية]‏ (2017)
- جائزة نيكا
- جائزة العقاب الذهبي

## وصلات خارجية
- دانيلا كوزلوفسكي على موقع IMDb (الإنجليزية)
- دانيلا كوزلوفسكي على موقع ألو سيني (الفرنسية)
- دانيلا كوزلوفسكي على موقع أول موفي (الإنجليزية)
- دانيلا كوزلوفسكي على موقع قاعدة بيانات الفيلم (الإنجليزية)
- دانيلا كوزلوفسكي على موقع كينوبويسك (الروسية)